# ديريل روبرتسون
ديريل روبرتسون (بالإنجليزية: Derrell Robertson)‏ هو لاعب كرة قدم أمريكية ولاعب كرة قدم كندية أمريكي، ولد في 22 سبتمبر 1967 في تايلر في الولايات المتحدة، وتوفي في 5 ديسمبر 1994 في ستاركفيل في الولايات المتحدة.